# Aleksiej Gierasimienko
Aleksiej Pietrowicz Gierasimienko, ros. Алексей Петрович Герасименко (ur. 17 grudnia 1970 w Taganrogu) – rosyjski piłkarz, grający na pozycji napastnika, reprezentant Rosji.

## Kariera piłkarska

### Kariera klubowa
W 1989 rozpoczął karierę piłkarską w klubie Łucz Azow, skąd trafił do miejscowego Torpeda Taganrog. W 1992 przeszedł do Kubania Krasnodar. Po roku występów w Rotorze Wołgograd wrócił do Kubania. W latach 1996–1997 bronił barw w Rostsielmaszu Rostów nad Donem. W 1997 podpisał kontrakt z Dynamem Kijów, z którym zdobył wiele sukcesów. W 2002 przeszedł do Szynnika Jarosław. W latach 2003–2004 występował w klubie Kubań Krasnodar. Latem 2004 doznał kontuzji i już nie wrócił na boiska piłkarskie. W styczniu 2006 próbował wrócić do występów w FK Rostów, jednak klub odmówił podpisania kontraktu.

### Kariera reprezentacyjna
10 lutego 1997 zadebiutował w reprezentacji Rosji w spotkaniu towarzyskim ze Szwajcarią wygranym 2:1. Łącznie rozegrał 7 gier reprezentacyjnych, strzelił 1 gola.

## Sukcesy i odznaczenia

### Sukcesy klubowe
- wicemistrz Rosji: 1993
- mistrz Ukrainy: 1997, 1998, 1999, 2000, 2001
- zdobywca Pucharu Ukrainy: 1998, 1999, 2000
- wicemistrz Pierwszej dywizji: 2003

### Sukcesy indywidualne
- 2 razy został wybrany na listę 33 najlepszych piłkarzy Rosji (jako nr 2) w latach 1996, 1997.
- najlepszy strzelec sezonu w rosyjskiej historii Kubania Krasnodar – 30 bramek w 39 meczach w 1995